# Aluminé (cidade)

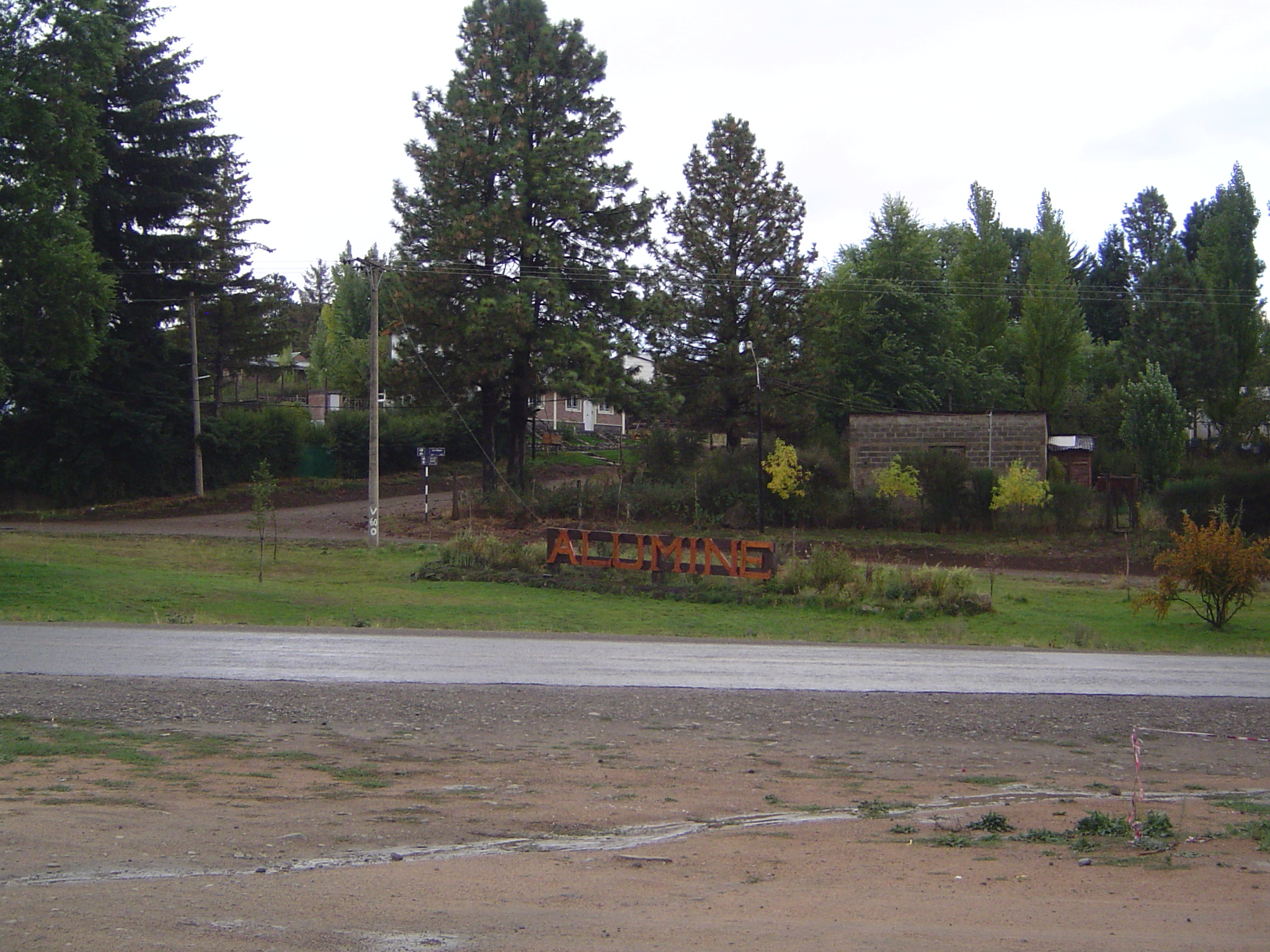
O parque da cidade

Aluminé é uma cidade da Argentina, localizada na província de Neuquén fundada em 1915. Na língua Mapudungun o nome da cidade significa espelho.